# Saunders-Roe Princess
Die Saunders-Roe (Saro) SR.45 Princess war ein großes Flugboot.

## Geschichte
Unmittelbar nach dem Zweiten Weltkrieg begann Saunders-Roe mit der Entwicklung. Der Erstflug verzögerte sich bis zum August 1952, da Schwierigkeiten mit den Triebwerken auftraten, die auch bis zur Einstellung des Projekts nicht behoben werden konnten. Um die benötigten zehn Triebwerke überhaupt in den Tragflächen unterbringen zu können, wurden die mittleren acht zu je zwei gekoppelt, das heißt, zwei Triebwerke treiben jeweils ein gegenläufiges Propellerpaar an, ähnlich der Bristol Brabazon.
Aufgrund der Überschreitung des Etats von drei auf elf Millionen Pfund, anderen technischen Schwierigkeiten wie zum Beispiel Problemen mit der geschwindigkeitsabhängigen Servosteuerung und der Tatsache, dass die Zukunft in der Zivilluftfahrt landgestützten Passagierflugzeugen mit Strahlantrieb gehören würde, verlor BOAC jegliches Interesse an dem Projekt.
Es wurden insgesamt drei Exemplare gebaut, von denen der erste Prototyp (Luftfahrzeugkennzeichen G-ALUN) bis zum Juni 1954 insgesamt 47 Erprobungs- und Demonstrationsflüge mit einer Gesamtdauer von etwa 97 Stunden absolvierte. Die beiden anderen 1953 fertiggestellten Maschinen (G-ALUO, G-ALUP) wurden direkt nach dem Bau eingemottet und 1967 abgewrackt.
Im Jahr 1957 gab es Pläne für den Umbau der drei Maschinen zu Truppentransportern oder Frachtmaschinen. Hierzu sollten die zehn Proteus-Triebwerke durch sechs einzelne Rolls-Royce Tyne R.Ty.11 ersetzt werden. Die Pläne wurden jedoch nicht umgesetzt.

## Technische Daten
| Kenngröße             | Daten                                                        |
| --------------------- | ------------------------------------------------------------ |
| Passagiere            | 105                                                          |
| Länge                 | 42,10 m                                                      |
| Spannweite            | 66,90 m                                                      |
| Antrieb               | zehn Turboproptriebwerke Bristol Proteus 600 mit je 3245 WPS |
| Höchstgeschwindigkeit | 611 km/h in 11.000 m                                         |
| Reisegeschwindigkeit  | 579 km/h in 10.000 m                                         |
| Startmasse            | 156.492 kg                                                   |